# Adelebsen
Adelebsen è un comune mercato di 6 170 abitanti, della Bassa Sassonia, in Germania.
Appartiene al circondario (Landkreis) di Gottinga (targa GÖ).